# The Ivy League
The Ivy League è stato un trio vocale britannico principalmente ricordato per le canzoni Funny How Love Can Be e Tossing and Turning, che raggiunsero la top 10 britannica nel 1965.

## Storia

### Anni 1960
Il gruppo venne fondato nell'agosto del 1964 dai tre turnisti John Carter, Ken Lewis (due ex membri dei Carter-Lewis and the Southerners) e Perry Ford, che potevano contare su un'ampia estensione vocale. Dopo aver preso parte come coristi alla registrazione di successo I Can't Explain (1964) degli Who, Carter, Lewis e Ford pubblicarono What More Do You Want (1964), che passò inosservata. Al contrario, i singoli del 1965 Funny How Love Can Be, That's Why I'm Crying, e Tossing and Turning, riuscirono a raggiungere ottimi piazzamenti nelle classifiche britanniche. Quest'ultima fu anche il massimo successo del gruppo: si piazzò al terzo posto della UK Chart, e all'ottantatreesimo di quella degli Stati Uniti, ove il gruppo riceveva scarsa attenzione. This Is the Ivy League (1965), unico album in studio pubblicato dal trio originale, venne stroncato dalla stampa musicale, che lo considerò eccessivamente variegato.
Carter abbandonò il gruppo nel 1966, e Lewis fece lo stesso l'anno seguente. I due inauguraronno la Sunny Records, e divennero i co-fondatori e manager dei Flower Pot Men, la cui Let's Go To San Francisco giunse al quarto posto delle classifiche.
Carter e Lewis vennero rimpiazzati da Tony Burrows e Neil Landon. Gli Ivy League incisero altri due album intitolati Sounds of the Ivy League (1967) e Tomorrow is Another Day (1969). Seguirono molti altri singoli, inclusi i successi minori del 1966 Willow Tree e My World Fell Down. Di quest'ultimo venne realizzata una cover dai Sagittarius giunta al settantesimo posto della Billboard Hot 100 nel 1967, e una dei Buffoons, che rimase per un certo periodo nella Top 20 olandese.

### Scioglimento e reunion
Il gruppo si sciolse durante gli anni settanta. Negli anni novanta vennero pubblicate numerose compilation dedicate alla band britannica, tra cui Major League – The Collectors' Ivy League  (1998).
Fra il 2016 e il 2017, gli Ivy League si riunirono in occasione del Sensational 60s Experiences Tour tenuto oltremanica.

## Formazione
- John Carter – voce
- Ken Lewis – voce, chitarra
- Perry Ford – voce
- Colin Reeves - voce
- Clem Cattini – batteria
- Mick O'Nell - organo
- Dave Winter – basso
- Mickey Keene – chitarra solista
- Bill Clarke – basso
- Tony Burrows - voce
- Neil Landon – voce, chitarra
- Robert Young - voce
- David Lund – batteria

### Album in studio
- 1965 – This Is the Ivy League
- 1965 – Tossing and Turning
- 1967 – Sounds of the Ivy League
- 1969 – Tomorrow Is Another Day

### Singoli
- 1964 – What More Do You Want
- 1965 – Funny How Love Can Be
- 1965 – That's Why I'm Crying
- 1965 – Tossing and Turning
- 1965 – Our Love Is Slipping Away
- 1966 – Running Round in Circles
- 1966 – Willow Tree
- 1966 – My World Fell Down
- 1967 – Four and Twenty Hours
- 1967 – Suddenly Things
- 1967 – Thank You for Loving Me

### Album compilation
- 1988 – The Best Of
- 1991 – The Best of the Ivy League
- 1997 – Major League – The Collectors' Ivy League